# Febre de Lassa
A Febre de Lassa é uma febre de hemorrágica viral aguda descrita em 1969 na cidade de Lassa, Nigéria, situada no vale do rio Yedseram.
A Febre de Lassa é causada pelo vírus de Lassa, um membro da família Arenaviridae (Arena vírus); é um vírus de RNA.
A infecção em humanos acontece tipicamente pela exposição à excrementos animais, através do trato respiratório ou área gastrointestinal. Crê-se que a inalação de partículas minúsculas de material infectado (aerossol) seja o meio mais simples de contaminação. É possível adquirir a infecção pela pele com rachaduras (feridas, cortes) ou pelas membranas das mucosas que sejam expostas diretamente ao material infectado.
No sorogrupo Tacaribe do gênero Arenavirus dos Arenaviridae estão incluídos os vírus Lassa, Junin, Machupo, Guanarito e Sabiá, causadores de febres hemorrágicas, bem como outros, como o Tacaribe e o Amapari, que aparentemente não causam doença humana. O nome arenavírus deve-se à presença de conteúdo arenoso nas partículas virais em fotos de microscopia eletrônica.

## Sintomas
Área  Gastrointestinal:
- náusea
- vômito  (com sangue)
- diarreia (com sangue)
- dor de estômago
- constipação
- disfagia (dificuldade de engolir)
- hepatites

Sistema cardiovascular:
- pericardite
- hipertensão
- hipotensão
- taquicardia

Área respiratória:
- tosse
- dor no peito
- faringite
- pleurite

Sistema nervoso:
- encefalites
- meningites
- déficit de audição unilateral ou bilateral
- ataques apopléticos